# Raión de Desná
Raión de Desná (en ucraniano: Деснянський район) es un raión o distrito urbano de Ucrania, en la ciudad de Kiev. 
Comprende una superficie de 148 km².

## Demografía
Según estimación 2010 contaba con una población total de 345200 habitantes.